# Неа-Манолас
Не́а-Манола́с (греч. Νέα Μανολάς, до 1940 года Νέα Μανωλάς — «Новая Манолас») — село в Греции, на Пелопоннесе. Административно относится к общине Андравида-Килини в периферийной единице Элида в периферии Западная Греция. Расположено на высоте 20 м над уровнем моря. Площадь 6,317 км². Население 2006 человек по переписи 2011 года. Возникло в 1928 году и ранее относилось к сообществу Манолас.

## «Кровавая клубника»
В Неа-Маноласе находится лагерь, в котором живут тысячи мигрантов-сельскохозяйственных рабочих (гастарбайтеров), занятых сезонной работой по сбору клубники. В период сезонных сельскохозяйственных работ (между октябрем и июлем) туда съезжаются около 6 тысяч мигрантов, в том числе граждане Египта, Румынии, Болгарии и Албании. Но больше всего на клубничных плантациях работает выходцев из Бангладеш, которые в своём большинстве имеют статус нелегальных мигрантов. Условия труда и жизни бесчеловечные. На трудовых мигрантов нападают, с ними жестоко обращаются. 19 апреля 2008 года сборщики клубники провели митинг и начали забастовку, требуя улучшения условий жизни и труда, а также увеличения зарплаты. В ходе забастовки произошла массовая драка трудовых мигрантов и руководителей плантаций. Также были избиты[кем?] представители Всерабочего боевого фронта (ПАМЕ).
17 апреля 2013 года руководители плантации открыли огонь по рабочим, требовавшим зарплату. По данным полиции, были ранены 28 человек. Коммунистическая партия Греции и Всерабочий боевой фронт (ПАМЕ) провели акции протеста. Депутат парламента Греции Николаос Каратанасопулос заявил на митинге: «Прибыль производителей клубники облита кровью». Николаос Каратанасопулос направил парламентский вопрос министрам труда, социального страхования и обеспечения, правопорядка и защиты граждан по поводу нападения и невыносимых условий труда сельскохозяйственных рабочих в Маноласе. В социальных сетях развернулась кампания с призывами к бойкоту ягод из Неа-Маноласа, которые активисты называют «кровавой клубникой» («ματωμένες φράουλες»). Европейский суд по правам человека рассмотрел жалобу 42 мигрантов из Бангладеш на Грецию. В 2017 году решением суда 42 пострадавшим гражданам Бангладеш присудили компенсации в размере от 12 тысяч до 16 тысяч евро.
7 июня 2018 года пожар уничтожил лагерь в Маноласе. После пожара евродепутат от Греции Сотириос Зарианопулос обратился с парламентским вопросом в Европейскую комиссию по поводу невыносимых условий труда и жизни сельскохозяйственных рабочих в Маноласе (чрезмерно высокие температуры, вдыхание пестицидов, работа без оплаты и за пониженную дневную заработную плату, официальная заработная плата в 25 евро в действительности падает до 18 евро, работодатели отбирают документы, временные бараки для жилья без минимальных гигиенических удобств, без воды и туалетов).

## Население
| Год  | Население, человек |
| ---- | ------------------ |
| 1991 | 1322               |
| 2001 | 1628               |
| 2011 | ↗ 2006             |